# Lâu đài Parpan

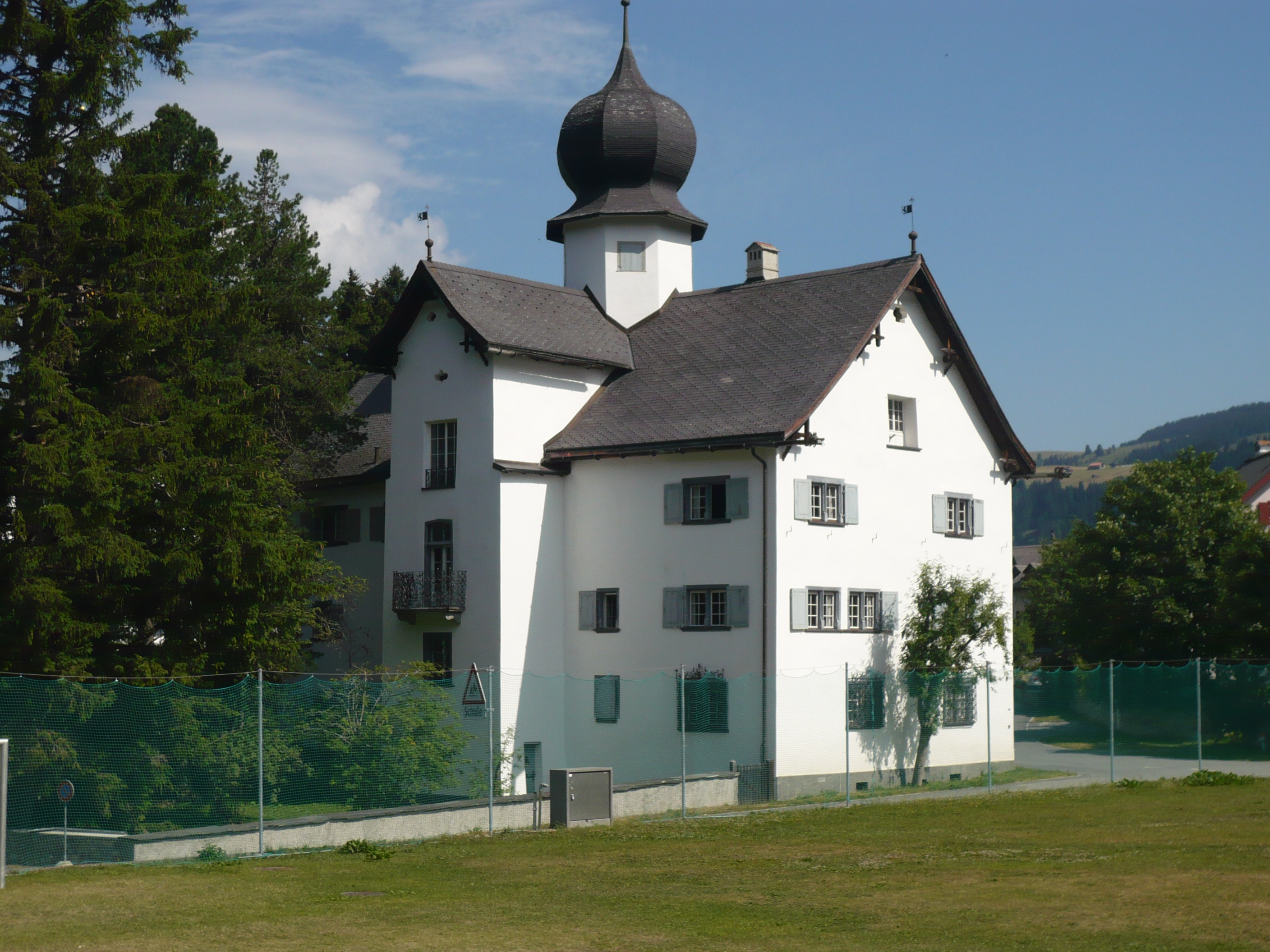
Lâu đài Parpan

Lâu đài Parpan là một lâu đài ở đô thị Churwalden thuộc bang Graubünden của Thụy Sĩ. Đây là một di sản có ý nghĩa quốc gia của Thụy Sĩ.